# Beaumont-du-Ventoux
Beaumont-du-Ventoux ist eine französische Gemeinde mit 307 Einwohnern (Stand 1. Januar 2022) im Département Vaucluse in der Region Provence-Alpes-Côte d’Azur.

## Geografie
Beaumont-du-Ventoux befindet sich 17 Kilometer von Carpentras entfernt im Nordosten des Départements Vaucluse. Umliegende Gemeinden sind Bédoin, Malaucène und Saint-Léger-du-Ventoux.
Das Gemeindegebiet nimmt die Nordwestseite des Mont Ventoux ein. Unweit des Gemeindezentrums fließt ein kleiner Bach, der im Nordwesten in die Ouvèze mündet. Die Gemeinde steigt von 357 Metern Höhe im äußersten Westen bis auf 1900 Metern Höhe nahe dem Mount Ventoux Gipfel im Osten.
Die Gemeinde liegt inmitten des Regionalen Naturparks Mont-Ventoux, ist diesem jedoch nicht beigetreten.

## Verkehr
Im Süden des Gemeindegebietes verläuft auf west-östlicher Achse die Route départementale D974 von Malaucène kommend zum Gipfel des Mont Ventoux.

## Einwohnerentwicklung
| Jahr      | 1962 | 1968 | 1975 | 1982 | 1990 | 1999 | 2006 | 2008 | 2017 |
| --------- | ---- | ---- | ---- | ---- | ---- | ---- | ---- | ---- | ---- |
| Einwohner | 194  | 203  | 185  | 240  | 260  | 286  | 322  | 322  | 280  |

## Sehenswürdigkeiten
Die romanische Kapelle St-Sépulcre aus dem 12. Jahrhundert liegt am Weiler Valettes. Sie war seit 1113 ein Priorat der Abtei Saint-Victor de Marseille. Auf ihrem Tympanon ist eine Szene geschnitzt, die mehrere Interpretationen zulässt. Einige sehen sie als „ein Christus, flankiert von zwei Kreuzen und zwei Kästen oder Häusern“, manche als „ein Mann legt seinen Eid zwischen zwei Sarkophagen ab“ oder „ein segnender Beter“ und andere wiederum als „das Grab Jesu Christi mit Geistlichen“.
In der Kapelle Ste-Marguerite befindet sich eine unbeschriftete Stele mit einem Lebensbaum eingraviert, die als Weihwasserbecken und frühchristlicher Altar gedient hat.
|  |  |

## Tourismus
Südöstlich des Gemeindezentrums verläuft der Fernwanderweg GR 4 zum Gipfel des Mont Ventoux.